# Coupe du monde de beach soccer 2006
Navigation
2005 2007
La Coupe du monde de beach soccer 2006 est la seconde édition organisée par la FIFA. Elle a lieu pour la deuxième fois d'affilée sur la plage de Copacabana de Rio de Janeiro (Brésil) du 2 au 12 novembre 2006.

## Équipes qualifiées pour la phase finale

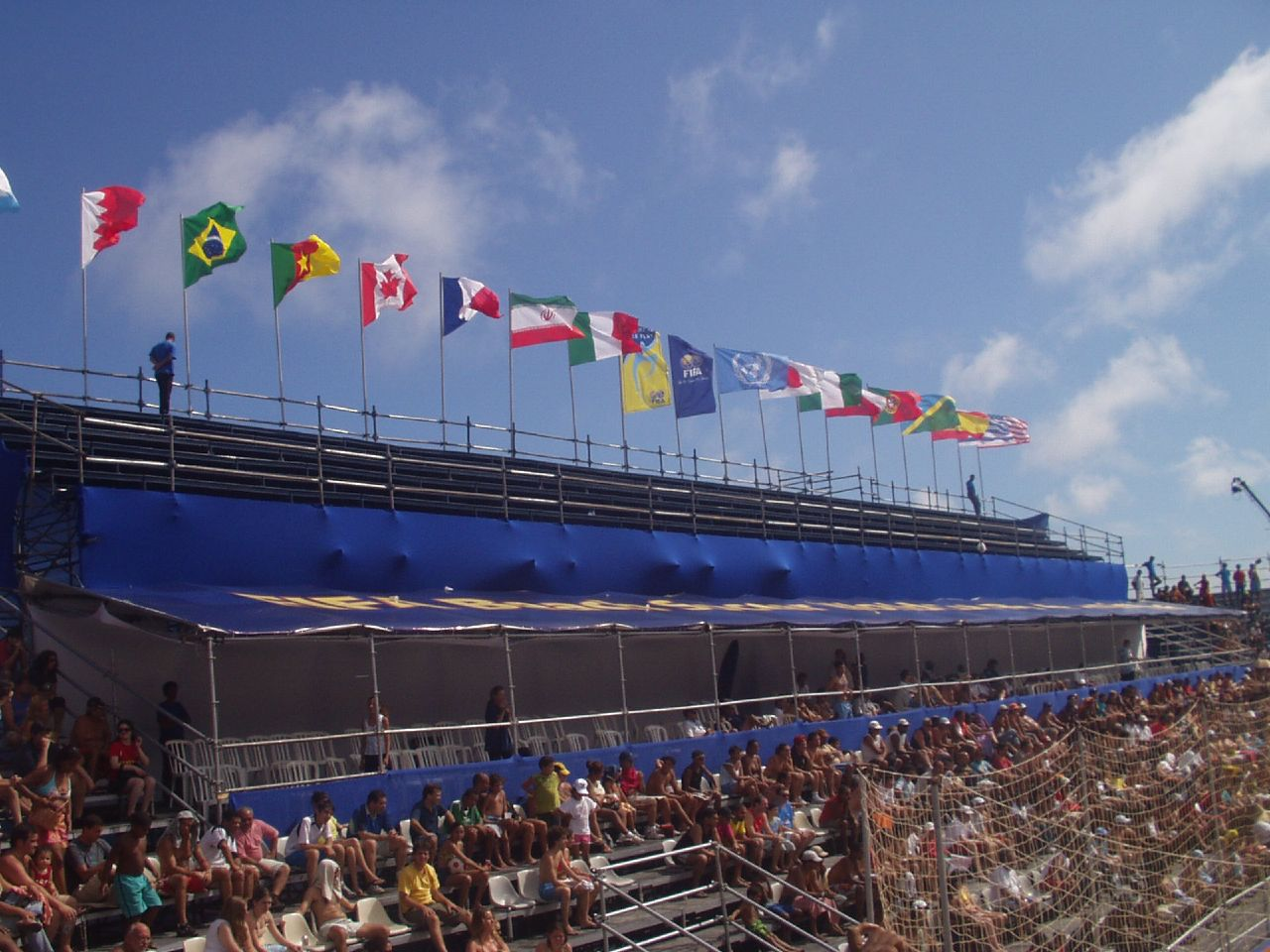
Drapeau des nations qualifiées.
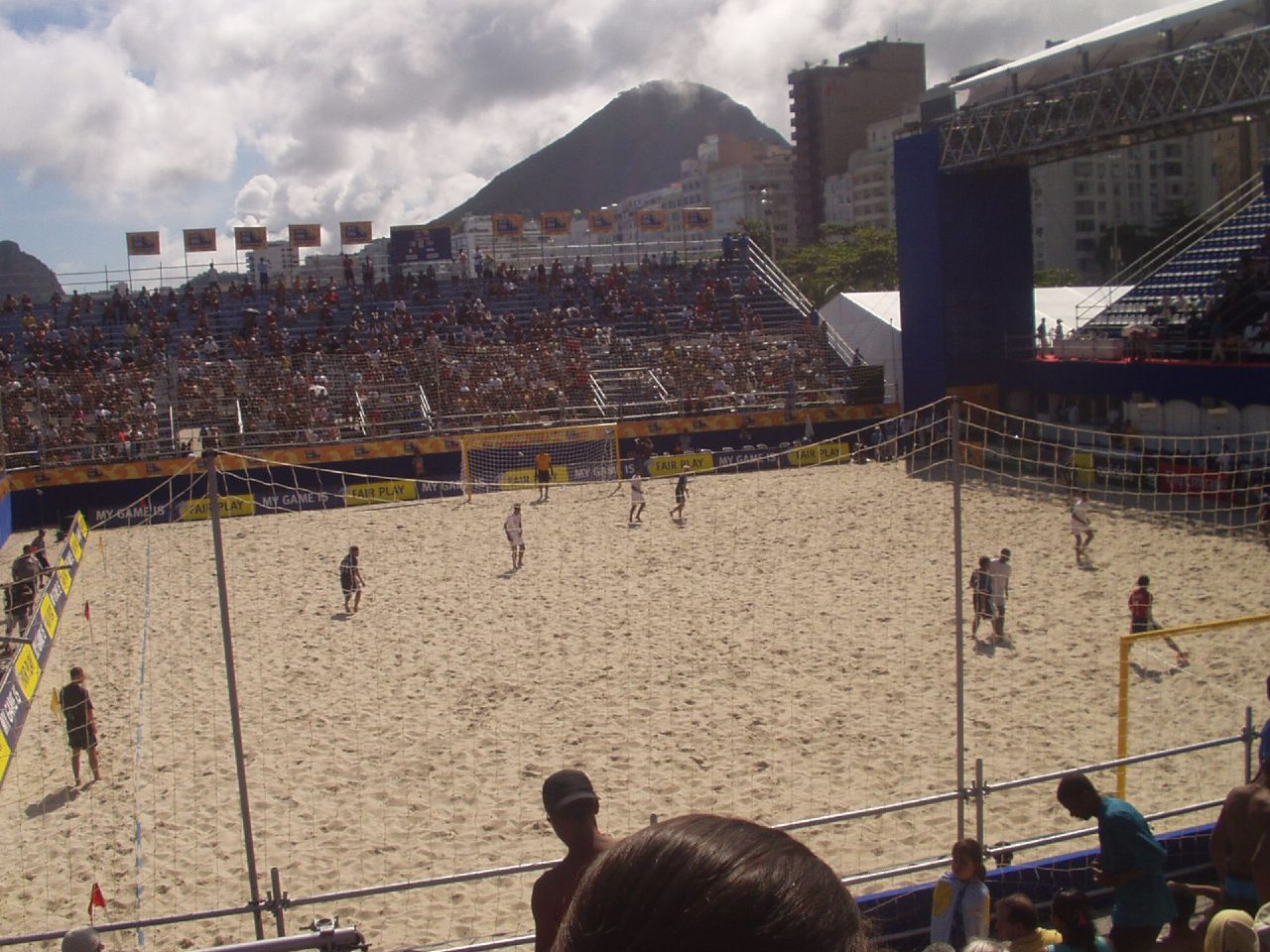
Stade.
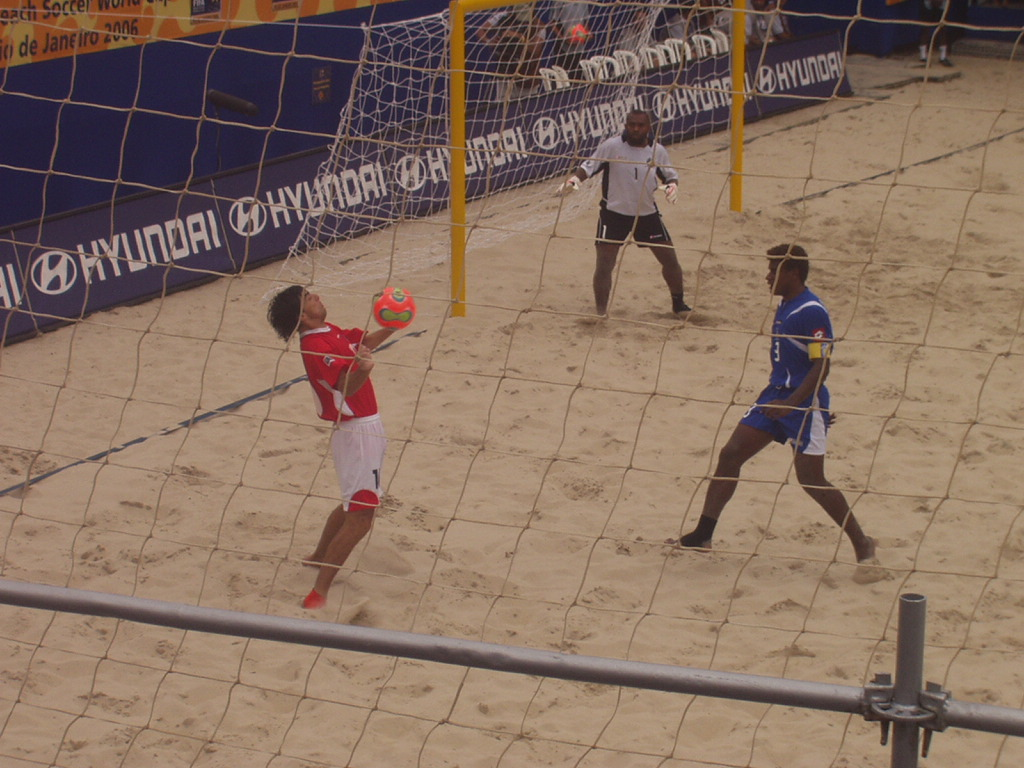
Durant un match.

| Afrique (CAF) - Cameroun - Nigeria Amérique du Nord, Amérique Centrale et Caraïbes (CONCACAF) - Canada - États-Unis Amérique du Sud (CONMEBOL) - Argentine - Brésil - Uruguay | Asie (AFC) - Bahreïn - Iran - Japon Europe (UEFA) - Espagne - France - Italie - Pologne - Portugal Océanie (OFC) - Salomon |

## Phase de groupes

### Règlement
- 16 équipes réparties dans 4 groupes composés chacun de 4 équipes se disputeront les deux premières places qualificatives pour les quarts de finale.

- La rencontre se déroule en 3 périodes de 12 minutes chacune.

- Une victoire dans le temps réglementaire vaut trois points, une victoire en prolongation ou aux tirs au but vaut deux points et toute défaite vaut zéro point. En cas de résultat nul à l'issue du temps réglementaire, les deux équipes prennent part à une prolongation de 3 minutes, puis si elles ne se sont toujours pas départagées à une séance de tirs au but.

- Un carton rouge est synonyme d'exclusion pendant 2 minutes, puis de non-participation pour match suivant.

- Les critères suivants départagent les équipes en cas d'égalité :

1. le plus grand nombre de points obtenus dans les matches de groupe entre les équipes à égalité ;
2. la différence de buts particulière dans les matches de groupe entre les équipes à égalité ;
3. le plus grand nombre de buts marqués dans les matches de groupe entre les équipes à égalité ;
4. la différence de buts dans tous les matches du groupe ;
5. le plus grand nombre de buts marqués dans tous les matches du groupe ;
6. le plus petit nombre de cartons rouges dans tous les matches du groupe ;
7. le plus petit nombre de cartons jaunes dans tous les matches du groupe ;
8. tirage au sort par la commission d’organisation de la FIFA.

### Groupe A
| Rang | Équipe     | Pts | J | G | Gt | P | Bp | Bc | Diff |
| ---- | ---------- | --- | - | - | -- | - | -- | -- | ---- |
| 1    | Brésil     | 9   | 3 | 3 | 0  | 0 | 29 | 10 | +19  |
| 2    | Japon      | 3   | 3 | 1 | 0  | 2 | 15 | 22 | -7   |
| 3    | Pologne    | 3   | 3 | 1 | 0  | 2 | 12 | 18 | -6   |
| 4    | États-Unis | 3   | 3 | 1 | 0  | 2 | 14 | 20 | -6   |

     Équipe qualifiée ou victorieuse; Pts = points; J = joués; G = gagnés; Gt = gagnés en prolongation ou aux tirs au but; P = perdus;

Bp = buts pour; Bc = buts contre; Diff = différence de buts
| 3 novembre 2006 | Brésil                                                                                     | 9–2 | Pologne                                | Plage de Copacabana, Rio de Janeiro               |                                                   |
|                 | Benjamin 3e · Betinho 11e 15e · Buru 13e 32e (pen.) · Júnior Negão 13e 36e · André 17e 35e |     | Żuk 20e · Gorecki 32e · Saganowski 37e | Spectateurs : 10 000 Arbitrage : Christian Hauben | Spectateurs : 10 000 Arbitrage : Christian Hauben |
|                 | Rapport                                                                                    |     |                                        | Spectateurs : 10 000 Arbitrage : Christian Hauben | Spectateurs : 10 000 Arbitrage : Christian Hauben |

| 3 novembre 2006 | États-Unis                                                         | 4–8 | Japon                                                                                | Plage de Copacabana, Rio de Janeiro              |                                                  |
|                 | Xexeo 11e 33e 35e · Farberoff 18e · Morales 19e 31e · Chimenti 36e |     | Yoshii 3e 17e 26e 31e · Kuroki 11e · Kawaharazuka 20e 36e · Toma 22e · Maruo 28e 30e | Spectateurs : 6 000 Arbitrage : Vincenzo Cascone | Spectateurs : 6 000 Arbitrage : Vincenzo Cascone |
|                 | Rapport                                                            |     |                                                                                      | Spectateurs : 6 000 Arbitrage : Vincenzo Cascone | Spectateurs : 6 000 Arbitrage : Vincenzo Cascone |

| 5 novembre 2006 | Brésil                                                                             | 10–2 | Japon                    | Plage de Copacabana, Rio de Janeiro                |                                                    |
|                 | Benjamin 3e 17e 19e 28e · Júnior Negão 10e 21e 28e · Bruno 10e 12e 13e · Bueno 27e |      | Shiokawa 6e · Uehara 33e | Spectateurs : 10 000 Arbitrage : José Luís da Rosa | Spectateurs : 10 000 Arbitrage : José Luís da Rosa |
|                 | Rapport                                                                            |      |                          | Spectateurs : 10 000 Arbitrage : José Luís da Rosa | Spectateurs : 10 000 Arbitrage : José Luís da Rosa |

| 5 novembre 2006 | Pologne                                        | 2–4 | États-Unis                                                         | Plage de Copacabana, Rio de Janeiro             |                                                 |
|                 | Saganowski 6e · Wydmuszek 27e · Żuk 28e (pen.) |     | Chimienti 5e (pen.) 30e · Tanguinod 18e · Astorga 20e · Elfvin 21e | Spectateurs : 6 000 Arbitrage : Carlos Ferreira | Spectateurs : 6 000 Arbitrage : Carlos Ferreira |
|                 | Rapport                                        |     |                                                                    | Spectateurs : 6 000 Arbitrage : Carlos Ferreira | Spectateurs : 6 000 Arbitrage : Carlos Ferreira |

| 7 novembre 2006 | Brésil                                                                                   | 10–6 | États-Unis                                             | Plage de Copacabana, Rio de Janeiro           |                                               |
|                 | Júnior Negão 3e 22e · Benjamin 5e 6e 7e 24e · Bruno 11e 13e 16e · Buru 25e · Betinho 26e |      | Xexeo 11e 13e 25e · Astorga 12e 13e 24e · Taguinod 26e | Spectateurs : 10 000 Arbitrage : João Almeida | Spectateurs : 10 000 Arbitrage : João Almeida |
|                 | Rapport                                                                                  |      |                                                        | Spectateurs : 10 000 Arbitrage : João Almeida | Spectateurs : 10 000 Arbitrage : João Almeida |

| 7 novembre 2006 | Pologne | 8–5 | Japon                                                                           | Plage de Copacabana, Rio de Janeiro               |                                                   |
|                 | Saganowski 2e 16e 23e 24e 27e · Ziober 16e 20e · Wydmuszek 17e · Bartczak 25e · Kubiaczyk 32e · Polakowski 33e |     | Kawaharazuka 3e 12e 30e 37e · Kuroki 16e · Toma 20e · Shiokawa 29e · Uehara 33e | Spectateurs : 2 000 Arbitrage : José Luís da Rosa | Spectateurs : 2 000 Arbitrage : José Luís da Rosa |
|                 | Rapport |     |                                                                                 | Spectateurs : 2 000 Arbitrage : José Luís da Rosa | Spectateurs : 2 000 Arbitrage : José Luís da Rosa |

### Groupe B
| Rang | Équipe  | Pts | J | G | Gt | P | Bp | Bc | Diff |
| ---- | ------- | --- | - | - | -- | - | -- | -- | ---- |
| 1    | France  | 9   | 3 | 3 | 0  | 0 | 21 | 8  | +13  |
| 2    | Canada  | 5   | 3 | 1 | 1  | 1 | 11 | 14 | -3   |
| 3    | Espagne | 3   | 3 | 1 | 0  | 2 | 10 | 12 | -2   |
| 4    | Iran    | 0   | 3 | 0 | 0  | 3 | 10 | 18 | -8   |

     Équipe qualifiée ou victorieuse; Pts = points; J = joués; G = gagnés; Gt = gagnés en prolongation ou aux tirs au but; P = perdus;

Bp = buts pour; Bc = buts contre; Diff = différence de buts
| 3 novembre 2006 | Canada                                                        | 6–6 (a.p.) | Iran                                                                                  | Plage de Copacabana, Rio de Janeiro          |                                              |
|                 | Diaz 5e · Sibiya 9e 16e 28e 34e · Yamada 36+1e · Lemire 36+1e |            | Ahmadzadeh 2e 17e 36e · Hashempour 13e 33e · Oostovari 15e · Dara 17e · Abdollahi 24e | Spectateurs : 5 000 Arbitrage : João Almeida | Spectateurs : 5 000 Arbitrage : João Almeida |
|                 | Rapport                                                       |            |                                                                                       | Spectateurs : 5 000 Arbitrage : João Almeida | Spectateurs : 5 000 Arbitrage : João Almeida |
| Sibiya          | Tirs au but 1–0                                               | Ahmadzadeh |                                                                                       | Spectateurs : 5 000 Arbitrage : João Almeida | Spectateurs : 5 000 Arbitrage : João Almeida |

| 3 novembre 2006 | Espagne                          | 4–7 | France                                                                       | Plage de Copacabana, Rio de Janeiro               |                                                   |
|                 | Amarelle 7e 9e 35e · Alfonso 35e |     | François 18e · Libbra 21e · Samoun 24e 28e 28e · Édouard 26e · Basquaise 30e | Spectateurs : 5 000 Arbitrage : José Luís da Rosa | Spectateurs : 5 000 Arbitrage : José Luís da Rosa |
|                 | Rapport                          |     |                                                                              | Spectateurs : 5 000 Arbitrage : José Luís da Rosa | Spectateurs : 5 000 Arbitrage : José Luís da Rosa |

| 5 novembre 2006 | France                                                                           | 8–1 | Canada                 | Plage de Copacabana, Rio de Janeiro              |                                                  |
|                 | Castro 7e · Basquaise 20e 21e 30e · Pérez 22e 32e · François 34e · Sciortino 36e |     | Lemire 27e · Bonar 34e | Spectateurs : 5 000 Arbitrage : Renato de Carlos | Spectateurs : 5 000 Arbitrage : Renato de Carlos |
|                 | Rapport                                                                          |     |                        | Spectateurs : 5 000 Arbitrage : Renato de Carlos | Spectateurs : 5 000 Arbitrage : Renato de Carlos |

| 5 novembre 2006 | Iran          | 1–6 | Espagne                                                            | Plage de Copacabana, Rio de Janeiro             |                                                 |
|                 | Rezaeipoor 9e |     | Alfonso 6e · Johnny 15e · Nico 19e 36+1e (pen.) · Amarelle 28e 30e | Spectateurs : 5 000 Arbitrage : Alberto Moreira | Spectateurs : 5 000 Arbitrage : Alberto Moreira |
|                 | Rapport       |     |                                                                    | Spectateurs : 5 000 Arbitrage : Alberto Moreira | Spectateurs : 5 000 Arbitrage : Alberto Moreira |

| 7 novembre 2006 | France                                                                              | 6–3 | Iran                                                                            | Plage de Copacabana, Rio de Janeiro                 |                                                     |
|                 | Castro 3e · Sciortino 11e · Pérez 11e · Samoun 13e · Libbra 24e · Basquaise 32e 32e |     | Hashempour 19e · Dadashzadeh 24e · Falahatzadeh 25e · Ahmadzadeh 29e · Dara 31e | Spectateurs : 4 000 Arbitrage : João Alberto Duarte | Spectateurs : 4 000 Arbitrage : João Alberto Duarte |
|                 | Rapport                                                                             |     |                                                                                 | Spectateurs : 4 000 Arbitrage : João Alberto Duarte | Spectateurs : 4 000 Arbitrage : João Alberto Duarte |

| 7 novembre 2006 | Espagne | 0–4 | Canada                                            | Plage de Copacabana, Rio de Janeiro           |                                               |
|                 |         |     | Selaidopoulos 13e 35e · Sibiya 17e · Yamada 36+1e | Spectateurs : 4 000 Arbitrage : Ivo de Moraes | Spectateurs : 4 000 Arbitrage : Ivo de Moraes |
|                 | Rapport |     |                                                   | Spectateurs : 4 000 Arbitrage : Ivo de Moraes | Spectateurs : 4 000 Arbitrage : Ivo de Moraes |

### Groupe C
| Rang | Équipe   | Pts | J | G | Gt | P | Bp | Bc | Diff |
| ---- | -------- | --- | - | - | -- | - | -- | -- | ---- |
| 1    | Portugal | 9   | 3 | 3 | 0  | 0 | 29 | 9  | +20  |
| 2    | Uruguay  | 3   | 3 | 1 | 0  | 2 | 17 | 13 | +4   |
| 3    | Salomon  | 3   | 3 | 1 | 0  | 2 | 12 | 26 | -14  |
| 4    | Cameroun | 3   | 3 | 1 | 0  | 2 | 8  | 18 | -10  |

     Équipe qualifiée ou victorieuse; Pts = points; J = joués; G = gagnés; Gt = gagnés en prolongation ou aux tirs au but; P = perdus;

Bp = buts pour; Bc = buts contre; Diff = différence de buts
| 2 novembre 2006 | Portugal                                                 | 5–4 | Uruguay                                                                       | Plage de Copacabana, Rio de Janeiro                 |                                                     |
|                 | Alan 3e 8e · Madjer 12e 35e · Belchior 26e · Hernâni 35e |     | Coco 6e · Cabrera 10e · Olivera 11e · Fabian 14e · Pampero 19e · Parrillo 30e | Spectateurs : 3 000 Arbitrage : João Alberto Duarte | Spectateurs : 3 000 Arbitrage : João Alberto Duarte |
|                 | Rapport                                                  |     |                                                                               | Spectateurs : 3 000 Arbitrage : João Alberto Duarte | Spectateurs : 3 000 Arbitrage : João Alberto Duarte |

| 2 novembre 2006 | Salomon                           | 5–2 | Cameroun                  | Plage de Copacabana, Rio de Janeiro          |                                              |
|                 | Naka 6e 19e 32e 36e · Omokirio 9e |     | Ngiladjoe 33e · Eyoum 34e | Spectateurs : 5 000 Arbitrage : João Almeida | Spectateurs : 5 000 Arbitrage : João Almeida |
|                 | Rapport                           |     |                           | Spectateurs : 5 000 Arbitrage : João Almeida | Spectateurs : 5 000 Arbitrage : João Almeida |

| 4 novembre 2006 | Uruguay | 10–5 | Salomon                                                 | Plage de Copacabana, Rio de Janeiro           |                                               |
|                 | Coco 5e · Aguirre 13e 23e · Fabian 14e · Pampero 15e 26e · Damian 22e · Matias 29e · Parrillo 31e · Seba 33e |      | Koto 17e 32e · Rogy 21e · Naka 11e 30e · Omokirio 36+1e | Spectateurs : 4 000 Arbitrage : Antonio Buaiz | Spectateurs : 4 000 Arbitrage : Antonio Buaiz |
|                 | Rapport |      |                                                         | Spectateurs : 4 000 Arbitrage : Antonio Buaiz | Spectateurs : 4 000 Arbitrage : Antonio Buaiz |

| 4 novembre 2006 | Cameroun                                     | 3–10 | Portugal                                                                             | Plage de Copacabana, Rio de Janeiro            |                                                |
|                 | Tamen 10e 27e 29e · Moussono 15e · Bithe 35e |      | Madjer 3e 4e (pen.) 4e 14e 19e 30e · Alan 18e · Marinho 20e 36e · Gustavo 35e (pen.) | Spectateurs : 5 000 Arbitrage : Juan Rodriguez | Spectateurs : 5 000 Arbitrage : Juan Rodriguez |
|                 | Rapport                                      |      |                                                                                      | Spectateurs : 5 000 Arbitrage : Juan Rodriguez | Spectateurs : 5 000 Arbitrage : Juan Rodriguez |

| 6 novembre 2006 | Cameroun                      | 3–3 (a.p.)       | Uruguay                                | Plage de Copacabana, Rio de Janeiro              |                                                  |
|                 | Ngiladjoe 10e · Bithe 19e 33e |                  | Pampero 16e 31e · Miguel 28e · Oli 33e | Spectateurs : 1 300 Arbitrage : Vincenzo Cascone | Spectateurs : 1 300 Arbitrage : Vincenzo Cascone |
|                 | Rapport                       |                  |                                        | Spectateurs : 1 300 Arbitrage : Vincenzo Cascone | Spectateurs : 1 300 Arbitrage : Vincenzo Cascone |
| Eyoum · Nyamsi  | Tirs au but 1–0               | Pampero · Fabian |                                        | Spectateurs : 1 300 Arbitrage : Vincenzo Cascone | Spectateurs : 1 300 Arbitrage : Vincenzo Cascone |

| 6 novembre 2006 | Salomon                              | 2–14 | Portugal | Plage de Copacabana, Rio de Janeiro           |                                               |
|                 | Omokirio 10e · Anisua 21e · Luwi 24e |      | Madjer 3e 9e 14e 15e · Marinho 5e · Alan 10e 19e · Jorge 18e · Gustavo 24e 36e · Hernâni 26e · Belchior 28e 32e · Loja 36+1e | Spectateurs : 800 Arbitrage : Alberto Moreira | Spectateurs : 800 Arbitrage : Alberto Moreira |
|                 | Rapport                              |      | | Spectateurs : 800 Arbitrage : Alberto Moreira | Spectateurs : 800 Arbitrage : Alberto Moreira |

### Groupe D
| Rang | Équipe    | Pts | J | G | Gt | P | Bp | Bc | Diff |
| ---- | --------- | --- | - | - | -- | - | -- | -- | ---- |
| 1    | Argentine | 9   | 3 | 3 | 0  | 0 | 10 | 6  | +4   |
| 2    | Bahreïn   | 5   | 3 | 1 | 1  | 1 | 10 | 9  | +1   |
| 3    | Nigeria   | 3   | 3 | 1 | 0  | 2 | 13 | 13 | 0    |
| 4    | Italie    | 0   | 3 | 0 | 0  | 3 | 6  | 11 | -5   |

     Équipe qualifiée ou victorieuse; Pts = points; J = joués; G = gagnés; Gt = gagnés en prolongation ou aux tirs au but; P = perdus;

Bp = buts pour; Bc = buts contre; Diff = différence de buts
| 2 novembre 2006 | Argentine                                               | 5–4 | Nigeria                                                         | Plage de Copacabana, Rio de Janeiro           |                                               |
|                 | S. Hilaire 7e 28e · F. Hilaire 10e · Minici 16e 33e 35e |     | Agu 4e · Onigbo 11e 20e · Usman 19e · Okpara 33e · Okemmiri 33e | Spectateurs : 3 000 Arbitrage : Antonio Buaiz | Spectateurs : 3 000 Arbitrage : Antonio Buaiz |
|                 | Rapport                                                 |     |                                                                 | Spectateurs : 3 000 Arbitrage : Antonio Buaiz | Spectateurs : 3 000 Arbitrage : Antonio Buaiz |

| 2 novembre 2006 | Italie                               | 2–4 | Bahreïn                                               | Plage de Copacabana, Rio de Janeiro              |                                                  |
|                 | Pasquali 22e 24e 36e · Fruzzetti 27e |     | Almughawi 6e · Salem 6e 33e · Ebrahim 27e · Nesuf 29e | Spectateurs : 5 000 Arbitrage : Renato De Carlos | Spectateurs : 5 000 Arbitrage : Renato De Carlos |
|                 | Rapport                              |     |                                                       | Spectateurs : 5 000 Arbitrage : Renato De Carlos | Spectateurs : 5 000 Arbitrage : Renato De Carlos |

| 4 novembre 2006 | Nigeria                                                 | 4–3 | Italie                                                                | Plage de Copacabana, Rio de Janeiro                 |                                                     |
|                 | Ibenegbu 15e · Isa 17e · Olawale 30e 36e · Onigbo 36+1e |     | Sansonetti 5e · El Hafez 12e · Pasquali 17e (pen.) 18e · Leghissa 26e | Spectateurs : 5 000 Arbitrage : Joao Alberto Duarte | Spectateurs : 5 000 Arbitrage : Joao Alberto Duarte |
|                 | Rapport                                                 |     |                                                                       | Spectateurs : 5 000 Arbitrage : Joao Alberto Duarte | Spectateurs : 5 000 Arbitrage : Joao Alberto Duarte |

| 4 novembre 2006 | Bahreïn    | 1–2 | Argentine                       | Plage de Copacabana, Rio de Janeiro              |                                                  |
|                 | Ebrahim 8e |     | E. Hilaire 13e · F. Hilaire 27e | Spectateurs : 6 000 Arbitrage : Christian Hauben | Spectateurs : 6 000 Arbitrage : Christian Hauben |
|                 | Rapport    |     |                                 | Spectateurs : 6 000 Arbitrage : Christian Hauben | Spectateurs : 6 000 Arbitrage : Christian Hauben |

| 6 novembre 2006                      | Bahreïn                                                        | 5–5 (a.p.)                     | Nigeria                                                                 | Plage de Copacabana, Rio de Janeiro         |                                             |
|                                      | Salem 17e 34e · Ebrahim 23e (pen.) · Ashoor 25e · Omar 31e 33e |                                | Olawale 3e · Ibenegbu 15e · Okpara 18e 36+1e · Okemmiri 29e · Agu 36+1e | Spectateurs : 800 Arbitrage : Michele Conti | Spectateurs : 800 Arbitrage : Michele Conti |
|                                      | Rapport                                                        |                                |                                                                         | Spectateurs : 800 Arbitrage : Michele Conti | Spectateurs : 800 Arbitrage : Michele Conti |
| Salem · Hassan · Ebrahim · Almughawi | Tirs au but 4–3                                                | Agu · Olawale · Onigbo · Usman |                                                                         | Spectateurs : 800 Arbitrage : Michele Conti | Spectateurs : 800 Arbitrage : Michele Conti |

| 6 novembre 2006 | Italie       | 1–3 | Argentine                       | Plage de Copacabana, Rio de Janeiro           |                                               |
|                 | Palmacci 29e |     | Andrade 2e 25e · S. Hilaire 27e | Spectateurs : 1 400 Arbitrage : Antonio Buaiz | Spectateurs : 1 400 Arbitrage : Antonio Buaiz |
|                 | Rapport      |     |                                 | Spectateurs : 1 400 Arbitrage : Antonio Buaiz | Spectateurs : 1 400 Arbitrage : Antonio Buaiz |

## Phase finale

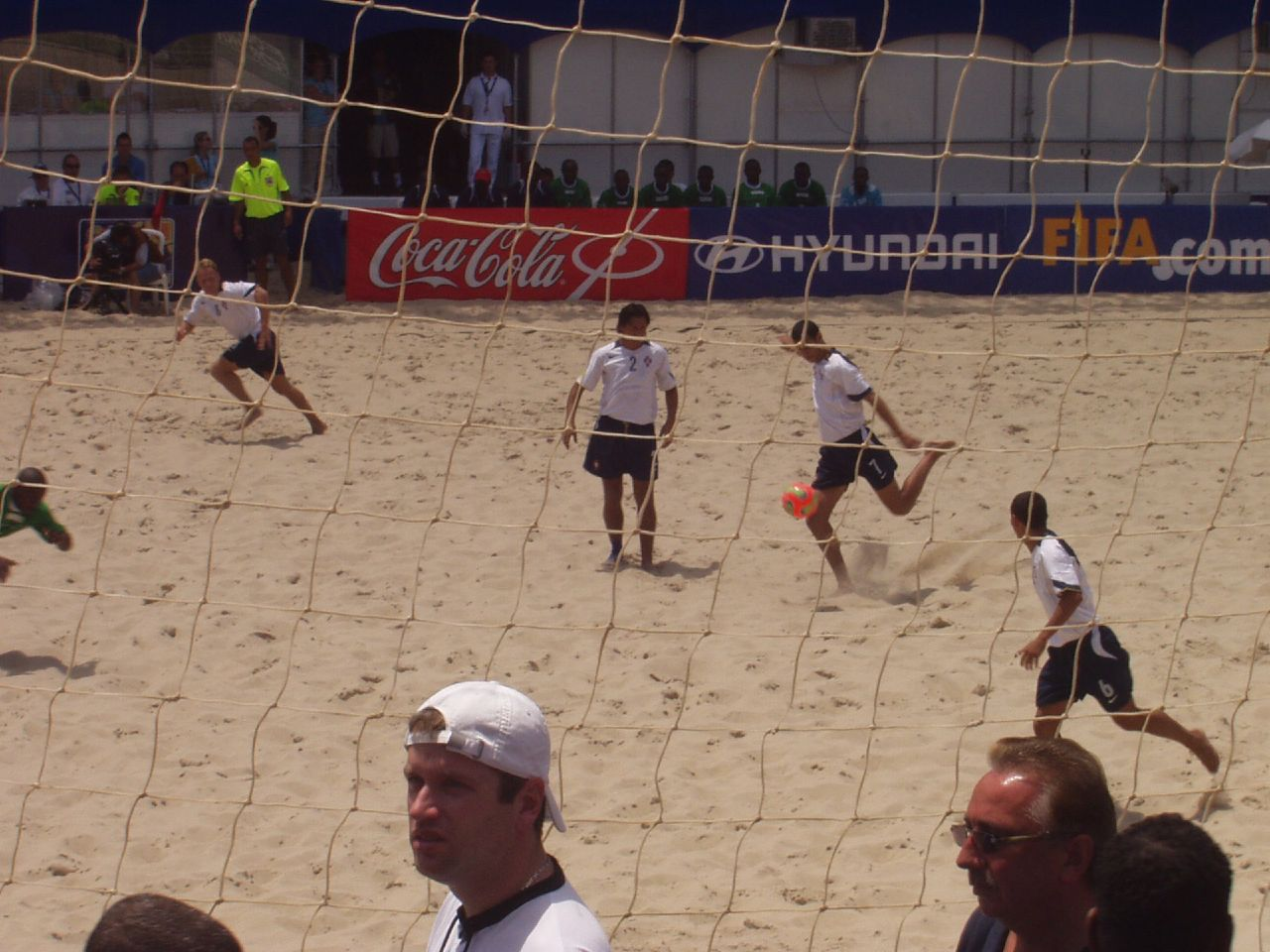
Joueurs pratiquant le beach football.

### Format et règlement
Le deuxième tour est disputé sur élimination directe et comprend des quarts de finale, des demi-finales, un match pour la troisième place et une finale. Les vainqueurs sont qualifiés pour le tour suivant, les perdants des demi-finales disputant le match pour la troisième place. Si les deux équipes sont à égalité à la fin du temps règlementaire, une prolongation de 3 minutes est jouée. Si les deux équipes sont toujours à égalité à la fin de la prolongation, le vainqueur est désigné par l'épreuve des tirs au but.

### Tableau
Les résultats des tirs au but sont marqués entre parenthèses.
|  | Quarts de finale                                     | Quarts de finale                                     | Quarts de finale                                      | Quarts de finale                                     |          |          | Demi-finales                                          | Demi-finales                                          | Demi-finales                                          | Demi-finales                                          |                                                       |                                                       | Finale                                                | Finale                                                | Finale                                                | Finale                                                |
|  |                                                      |                                                      |                                                       |                                                      |          |          |                                                       |                                                       |                                                       |                                                       |                                                       |                                                       |                                                       |                                                       |                                                       |                                                       |
|  | 9 novembre 2006, Plage de Copacabana, Rio de Janeiro | 9 novembre 2006, Plage de Copacabana, Rio de Janeiro | 9 novembre 2006, Plage de Copacabana, Rio de Janeiro  | 9 novembre 2006, Plage de Copacabana, Rio de Janeiro |          |          | 11 novembre 2006, Plage de Copacabana, Rio de Janeiro | 11 novembre 2006, Plage de Copacabana, Rio de Janeiro | 11 novembre 2006, Plage de Copacabana, Rio de Janeiro | 11 novembre 2006, Plage de Copacabana, Rio de Janeiro |                                                       |                                                       | 12 novembre 2006, Plage de Copacabana, Rio de Janeiro | 12 novembre 2006, Plage de Copacabana, Rio de Janeiro | 12 novembre 2006, Plage de Copacabana, Rio de Janeiro | 12 novembre 2006, Plage de Copacabana, Rio de Janeiro |
|  | 9 novembre 2006, Plage de Copacabana, Rio de Janeiro | 9 novembre 2006, Plage de Copacabana, Rio de Janeiro | 9 novembre 2006, Plage de Copacabana, Rio de Janeiro  | 9 novembre 2006, Plage de Copacabana, Rio de Janeiro |          |          | 11 novembre 2006, Plage de Copacabana, Rio de Janeiro | 11 novembre 2006, Plage de Copacabana, Rio de Janeiro | 11 novembre 2006, Plage de Copacabana, Rio de Janeiro | 11 novembre 2006, Plage de Copacabana, Rio de Janeiro |                                                       |                                                       | 12 novembre 2006, Plage de Copacabana, Rio de Janeiro | 12 novembre 2006, Plage de Copacabana, Rio de Janeiro | 12 novembre 2006, Plage de Copacabana, Rio de Janeiro | 12 novembre 2006, Plage de Copacabana, Rio de Janeiro |
|  | 1er gr.B                                             | France                                               | 3                                                     | 3                                                    |          |          | 11 novembre 2006, Plage de Copacabana, Rio de Janeiro | 11 novembre 2006, Plage de Copacabana, Rio de Janeiro | 11 novembre 2006, Plage de Copacabana, Rio de Janeiro | 11 novembre 2006, Plage de Copacabana, Rio de Janeiro |                                                       |                                                       | 12 novembre 2006, Plage de Copacabana, Rio de Janeiro | 12 novembre 2006, Plage de Copacabana, Rio de Janeiro | 12 novembre 2006, Plage de Copacabana, Rio de Janeiro | 12 novembre 2006, Plage de Copacabana, Rio de Janeiro |
|  | 1er gr.B                                             | France                                               | 3                                                     | 3                                                    |          |          | 11 novembre 2006, Plage de Copacabana, Rio de Janeiro | 11 novembre 2006, Plage de Copacabana, Rio de Janeiro | 11 novembre 2006, Plage de Copacabana, Rio de Janeiro | 11 novembre 2006, Plage de Copacabana, Rio de Janeiro |                                                       |                                                       | 12 novembre 2006, Plage de Copacabana, Rio de Janeiro | 12 novembre 2006, Plage de Copacabana, Rio de Janeiro | 12 novembre 2006, Plage de Copacabana, Rio de Janeiro | 12 novembre 2006, Plage de Copacabana, Rio de Janeiro |
|  | 2e gr.A                                              | Japon                                                | 2                                                     | 2                                                    |          |          | 11 novembre 2006, Plage de Copacabana, Rio de Janeiro | 11 novembre 2006, Plage de Copacabana, Rio de Janeiro | 11 novembre 2006, Plage de Copacabana, Rio de Janeiro | 11 novembre 2006, Plage de Copacabana, Rio de Janeiro |                                                       |                                                       | 12 novembre 2006, Plage de Copacabana, Rio de Janeiro | 12 novembre 2006, Plage de Copacabana, Rio de Janeiro | 12 novembre 2006, Plage de Copacabana, Rio de Janeiro | 12 novembre 2006, Plage de Copacabana, Rio de Janeiro |
|  | 2e gr.A                                              | Japon                                                | 2                                                     | 2                                                    | France   | France   | 2 (0)                                                 | 2 (0)                                                 |                                                       |                                                       |                                                       |                                                       | 12 novembre 2006, Plage de Copacabana, Rio de Janeiro | 12 novembre 2006, Plage de Copacabana, Rio de Janeiro | 12 novembre 2006, Plage de Copacabana, Rio de Janeiro | 12 novembre 2006, Plage de Copacabana, Rio de Janeiro |
|  | 9 novembre 2006, Plage de Copacabana, Rio de Janeiro |                                                      |                                                       |                                                      | France   | France   | 2 (0)                                                 | 2 (0)                                                 |                                                       |                                                       |                                                       |                                                       | 12 novembre 2006, Plage de Copacabana, Rio de Janeiro | 12 novembre 2006, Plage de Copacabana, Rio de Janeiro | 12 novembre 2006, Plage de Copacabana, Rio de Janeiro | 12 novembre 2006, Plage de Copacabana, Rio de Janeiro |
|  |                                                      |                                                      | Uruguay                                               | Uruguay                                              | 2 (1)    | 2 (1)    |                                                       |                                                       |                                                       |                                                       |                                                       |                                                       | 12 novembre 2006, Plage de Copacabana, Rio de Janeiro | 12 novembre 2006, Plage de Copacabana, Rio de Janeiro | 12 novembre 2006, Plage de Copacabana, Rio de Janeiro | 12 novembre 2006, Plage de Copacabana, Rio de Janeiro |
|  | 1er gr.D                                             | Argentine                                            | Uruguay                                               | Uruguay                                              | 2 (1)    | 2 (1)    | 1                                                     | 1                                                     |                                                       |                                                       |                                                       |                                                       | 12 novembre 2006, Plage de Copacabana, Rio de Janeiro | 12 novembre 2006, Plage de Copacabana, Rio de Janeiro | 12 novembre 2006, Plage de Copacabana, Rio de Janeiro | 12 novembre 2006, Plage de Copacabana, Rio de Janeiro |
|  | 1er gr.D                                             | Argentine                                            | 11 novembre 2006, Plage de Copacabana, Rio de Janeiro |                                                      |          |          | 1                                                     | 1                                                     |                                                       |                                                       |                                                       |                                                       | 12 novembre 2006, Plage de Copacabana, Rio de Janeiro | 12 novembre 2006, Plage de Copacabana, Rio de Janeiro | 12 novembre 2006, Plage de Copacabana, Rio de Janeiro | 12 novembre 2006, Plage de Copacabana, Rio de Janeiro |
|  | 2e gr.C                                              | Uruguay                                              | 2                                                     | 2                                                    |          |          |                                                       |                                                       |                                                       |                                                       |                                                       |                                                       | 12 novembre 2006, Plage de Copacabana, Rio de Janeiro | 12 novembre 2006, Plage de Copacabana, Rio de Janeiro | 12 novembre 2006, Plage de Copacabana, Rio de Janeiro | 12 novembre 2006, Plage de Copacabana, Rio de Janeiro |
|  | 2e gr.C                                              | Uruguay                                              | 2                                                     | 2                                                    | Uruguay  | Uruguay  | 1                                                     | 1                                                     |                                                       |                                                       |                                                       |                                                       |                                                       |                                                       |                                                       |                                                       |
|  | 9 novembre 2006, Plage de Copacabana, Rio de Janeiro |                                                      |                                                       |                                                      | Uruguay  | Uruguay  | 1                                                     | 1                                                     |                                                       |                                                       |                                                       |                                                       |                                                       |                                                       |                                                       |                                                       |
|  |                                                      |                                                      | Brésil                                                | Brésil                                               | 4        | 4        |                                                       |                                                       |                                                       |                                                       |                                                       |                                                       |                                                       |                                                       |                                                       |                                                       |
|  | 1er gr.A                                             | Brésil                                               | Brésil                                                | Brésil                                               | 4        | 4        | 12                                                    | 12                                                    |                                                       |                                                       |                                                       |                                                       |                                                       |                                                       |                                                       |                                                       |
|  | 1er gr.A                                             | Brésil                                               |                                                       |                                                      |          |          |                                                       |                                                       |                                                       |                                                       |                                                       |                                                       |                                                       |                                                       |                                                       |                                                       |
|  | 2e gr.B                                              | Canada                                               | 1                                                     | 1                                                    |          |          |                                                       |                                                       |                                                       |                                                       |                                                       |                                                       |                                                       |                                                       |                                                       |                                                       |
|  | 2e gr.B                                              | Canada                                               | 1                                                     | 1                                                    | Brésil   | Brésil   | 7                                                     | 7                                                     | Match pour la troisième place                         | Match pour la troisième place                         | Match pour la troisième place                         | Match pour la troisième place                         |                                                       |                                                       |                                                       |                                                       |
|  | 9 novembre 2006, Plage de Copacabana, Rio de Janeiro |                                                      |                                                       |                                                      | Brésil   | Brésil   | 7                                                     | 7                                                     | Match pour la troisième place                         | Match pour la troisième place                         | Match pour la troisième place                         | Match pour la troisième place                         |                                                       |                                                       |                                                       |                                                       |
|  |                                                      |                                                      | Portugal                                              | Portugal                                             | 4        | 4        |                                                       |                                                       | 12 novembre 2006, Plage de Copacabana, Rio de Janeiro | 12 novembre 2006, Plage de Copacabana, Rio de Janeiro | 12 novembre 2006, Plage de Copacabana, Rio de Janeiro | 12 novembre 2006, Plage de Copacabana, Rio de Janeiro |                                                       |                                                       |                                                       |                                                       |
|  | 1er gr.C                                             | Portugal                                             | Portugal                                              | Portugal                                             | 4        | 4        | 6                                                     | 6                                                     | 12 novembre 2006, Plage de Copacabana, Rio de Janeiro | 12 novembre 2006, Plage de Copacabana, Rio de Janeiro | 12 novembre 2006, Plage de Copacabana, Rio de Janeiro | 12 novembre 2006, Plage de Copacabana, Rio de Janeiro |                                                       |                                                       |                                                       |                                                       |
|  | 1er gr.C                                             | Portugal                                             |                                                       |                                                      |          |          |                                                       | 6                                                     |                                                       |                                                       | France                                                | France                                                | 6                                                     | 6                                                     |                                                       |                                                       |
|  | 2e gr.D                                              | Bahreïn                                              | 2                                                     | 2                                                    |          |          |                                                       |                                                       |                                                       |                                                       | France                                                | France                                                | 6                                                     | 6                                                     |                                                       |                                                       |
|  | 2e gr.D                                              | Bahreïn                                              | 2                                                     | 2                                                    | Portugal | Portugal | 4                                                     | 4                                                     |                                                       |                                                       |                                                       |                                                       |                                                       |                                                       |                                                       |                                                       |
|  |                                                      |                                                      |                                                       |                                                      |          |          |                                                       |                                                       |                                                       |                                                       |                                                       |                                                       |                                                       |                                                       |                                                       |                                                       |

### Quarts de finale
| 9 novembre 2006 | Brésil                                                                                                 | 12–1 | Canada     | Plage de Copacabana, Rio de Janeiro             |                                                 |
|                 | Júnior Negão 5e 22e 36+1e · Benjamin 15e 26e 35e · Bueno 23e 24e · Bruno 25e 25e 36e · Betinho 26e 29e |      | Sibiya 35e | Spectateurs : 10 000 Arbitrage : Pedro Infantes | Spectateurs : 10 000 Arbitrage : Pedro Infantes |
|                 | Rapport                                                                                                |      |            | Spectateurs : 10 000 Arbitrage : Pedro Infantes | Spectateurs : 10 000 Arbitrage : Pedro Infantes |

| 9 novembre 2006 | Portugal                                                                      | 6–2 | Bahreïn              | Plage de Copacabana, Rio de Janeiro           |                                               |
|                 | Alan 4e 36+1e · Madjer 14e 28e 29e · Hernâni 17e · Gustavo 23e · Belchior 32e |     | Omar 19e · Salem 30e | Spectateurs : 6 000 Arbitrage : Ivo De Moraes | Spectateurs : 6 000 Arbitrage : Ivo De Moraes |
|                 | Rapport                                                                       |     |                      | Spectateurs : 6 000 Arbitrage : Ivo De Moraes | Spectateurs : 6 000 Arbitrage : Ivo De Moraes |

| 9 novembre 2006 | Argentine                           | 1–2 | Uruguay                                                | Plage de Copacabana, Rio de Janeiro                 |                                                     |
|                 | S. Hilaire 29e 35e · Paradisi 36+1e |     | Fabian 16e · Miguel 36+1e · Ricar 36+1e · Damian 36+1e | Spectateurs : 4 500 Arbitrage : Joao Alberto Duarte | Spectateurs : 4 500 Arbitrage : Joao Alberto Duarte |
|                 | Rapport                             |     |                                                        | Spectateurs : 4 500 Arbitrage : Joao Alberto Duarte | Spectateurs : 4 500 Arbitrage : Joao Alberto Duarte |

| 9 novembre 2006 | France                                                | 3–2 | Japon                                        | Plage de Copacabana, Rio de Janeiro             |                                                 |
|                 | Samoun 15e · Basquaise 17e · Édouard 32e · Castro 35e |     | Maruo 33e · Toma 36+1e · Kuroki 36+1e (pen.) | Spectateurs : 6 000 Arbitrage : Carlos Ferreira | Spectateurs : 6 000 Arbitrage : Carlos Ferreira |
|                 | Rapport                                               |     |                                              | Spectateurs : 6 000 Arbitrage : Carlos Ferreira | Spectateurs : 6 000 Arbitrage : Carlos Ferreira |

### Demi-finales
| 11 novembre 2006 | Brésil                                                                             | 7–4 | Portugal                                                   | Plage de Copacabana, Rio de Janeiro               |                                                   |
|                  | Sidney 7e 20e 30e · Bueno 10e · Júnior Negão 13e · Bruno 14e 28e 36e · Betinho 19e |     | Madjer 2e 7e 11e · Alan 8e · Marinho 14e · Pedro Jorge 16e | Spectateurs : 10 000 Arbitrage : Christian Hauben | Spectateurs : 10 000 Arbitrage : Christian Hauben |
|                  | Rapport                                                                            |     |                                                            | Spectateurs : 10 000 Arbitrage : Christian Hauben | Spectateurs : 10 000 Arbitrage : Christian Hauben |

| 11 novembre 2006 | Uruguay         | 2–2 (a.p.) | France                                    | Plage de Copacabana, Rio de Janeiro             |                                                 |
|                  | Fabian 4e 35e   |            | Samoun 9e 36e · Pérez 21e · Sciortino 35e | Spectateurs : 10 000 Arbitrage : Pedro Infantes | Spectateurs : 10 000 Arbitrage : Pedro Infantes |
|                  | Rapport         |            |                                           | Spectateurs : 10 000 Arbitrage : Pedro Infantes | Spectateurs : 10 000 Arbitrage : Pedro Infantes |
| Ricar            | Tirs au but 1–0 | Édouard    |                                           | Spectateurs : 10 000 Arbitrage : Pedro Infantes | Spectateurs : 10 000 Arbitrage : Pedro Infantes |

### Match pour la3eplace
| 12 novembre 2006 | Portugal                     | 4–6 | France                                                              | Plage de Copacabana, Rio de Janeiro            |                                                |
|                  | Alan 2e · Madjer 12e 15e 31e |     | Cardoso 2e 20e · Ottavy 8e · Samoun 26e · Castro 29e · François 31e | Spectateurs : 10 000 Arbitrage : Antonio Buaiz | Spectateurs : 10 000 Arbitrage : Antonio Buaiz |
|                  | Rapport                      |     |                                                                     | Spectateurs : 10 000 Arbitrage : Antonio Buaiz | Spectateurs : 10 000 Arbitrage : Antonio Buaiz |

### Finale
| 12 novembre 2006 | Brésil                                          | 4–1 | Uruguay                            | Plage de Copacabana, Rio de Janeiro               |                                                   |
|                  | Buru 12e · Benjamin 18e · Duda 27e · Sidney 35e |     | Ricar 15e · Pampero 23e · Seba 35e | Spectateurs : 10 000 Arbitrage : Christian Hauben | Spectateurs : 10 000 Arbitrage : Christian Hauben |
|                  | Rapport                                         |     |                                    | Spectateurs : 10 000 Arbitrage : Christian Hauben | Spectateurs : 10 000 Arbitrage : Christian Hauben |

## Statistiques, classements et buteurs

### Nombre d'équipes par confédération et par tour
| Confédération | Phase de groupes | Quarts de finale | Demi-finales | Finale | Victoire |
| ------------- | ---------------- | ---------------- | ------------ | ------ | -------- |
| CONMEBOL      | 3                | 3                | 2            | 2      | 1        |
| UEFA          | 5                | 2                | 2            |        |          |
| AFC           | 3                | 2                |              |        |          |
| CONCACAF      | 2                | 1                |              |        |          |
| CAF           | 2                |                  |              |        |          |
| OFC           | 1                |                  |              |        |          |
| Total         | 16               | 8                | 4            | 2      | 1        |

### Ballon d'or du meilleur joueur
Le Ballon d'or est la récompense attribuée au meilleur joueur de la coupe du monde 2011.
| Place              | Joueur       |
| ------------------ | ------------ |
| Médaille d'or      | Madjer       |
| Médaille d'argent  | Benjamin     |
| Médaille de bronze | Bruno Malias |

### Soulier d'or du meilleur buteur
Le Soulier d'or est attribué au meilleur buteur de la compétition.
| Place              | Joueur       | Buts |
| ------------------ | ------------ | ---- |
| Médaille d'or      | Madjer       | 21   |
| Médaille d'argent  | Benjamin     | 12   |
| Médaille de bronze | Bruno Malias | 10   |

### Autres récompenses
Le Prix du fair-play de la FIFA est attribué à l'équipe ayant fait preuve du plus bel esprit sportif et du meilleur comportement. La France remporte ce prix.

### Classement du tournoi
| Place              | Équipe     |
| ------------------ | ---------- |
| Médaille d'or      | Brésil     |
| Médaille d'argent  | Uruguay    |
| Médaille de bronze | France     |
| 4                  | Portugal   |
| 5                  | Argentine  |
| 6                  | Bahreïn    |
| 7                  | Canada     |
| 8                  | Japon      |
| 9                  | Nigeria    |
| 10                 | Espagne    |
| 11                 | Pologne    |
| 12                 | Salomon    |
| 13                 | États-Unis |
| 14                 | Cameroun   |
| 15                 | Italie     |
| 16                 | Iran       |